# Khởi nghĩa Lư Tủng
Khởi nghĩa Lư Tủng (chữ Hán: 卢悚起义, Lư Tủng khởi nghĩa) là cuộc nổi dậy nhuốm màu sắc tôn giáo nổ ra vào tháng 12 năm 372, do đạo sĩ Lư Tủng lãnh đạo các tín đồ phản kháng chính quyền Đông Tấn.

## Diễn biến và kết cục
Lư Tủng là người quận Bành Thành , tự xưng Đại đạo tế tửu, tập hợp tín đồ được hơn 800 nhà. Tháng 11 ÂL năm Hàm An thứ 2 (372), Tủng sai tín đồ Hứa Long đi Ngô Huyện, vào sáng sớm tìm gặp Hải Tây công Tư Mã Dịch, trá xưng có mật chiếu của Trử thái hậu, đón Dịch về cung. Dịch ban đầu muốn đi, nhưng bảo mẫu can ngăn nên thôi. Long cố nài, Dịch nhận ra rằng nếu thái hậu phát mật chiếu thì phải có nhiều người cùng đi, không thể chỉ có một mình Long, nên gọi người đến bắt, Long vội bỏ trốn.
Ngày Giáp ngọ (5/11 ÂL, tức 16/12), Tủng soái 300 người, vào buổi sáng xông qua cửa Quảng Mạc. Nghĩa quân trá xưng Hải Tây công trở về, từ cửa Vân Long xông vào điện đình, cướp lấy binh khí trong Vũ Khố. Du kích tướng quân Mao An Chi nghe tin có loạn, soái quân xông vào cửa Vân Long, hăng hái tấn công nghĩa quân; Tả vệ tướng quân Ân Khang, Trung lãnh quân Hoàn Bí xông vào cửa Chỉ Xa, hợp với An Chi giết sạch nghĩa quân, đập tan cuộc khởi nghĩa.

## Hậu quả
Nghe tin khởi nghĩa, Tư Mã Dịch khiếp sợ, buông thả tửu sắc, không hỏi gì đến chính sự nữa. Người đương thời biết chuyện, đều thương xót Dịch; triều đình cũng biết ông ta chịu khuất nhục để cầu an, nên không đề phòng nữa!
Năm sau (373), quyền thần Hoàn Ôn tra xét việc Lư Tủng xông vào cung, thăng Mao An Chi làm Hữu vệ tướng quân, miễn quan Hoàn Bí.